# Résolution 435 du Conseil de sécurité des Nations unies
Membres permanents
- Chine
- États-Unis
- France
- Royaume-Uni
- URSS

Membres non permanents
- Allemagne de l'Ouest
- Bolivie
- Canada
- Gabon
- Inde
- Koweït
- Mauritanie
- Nigéria
- Tchécoslovaquie
- Venezuela

Résolution no 434 Résolution no 436
Le Conseil de sécurité des Nations unies a adopté la résolution 435 le 29 septembre 1978. Il prévoit la conclusion d'un cessez-le-feu et la tenue d'élections supervisées par les Nations unies dans le territoire de la Namibie contrôlé par l'Afrique du Sud en vue de son indépendance. La résolution crée surtout le Groupe d'Assistance des Nations unies pour la Transition (GANUPT) qui doit superviser les élections et le retrait des Sud-Africains.
La résolution fut adoptée par 12 voix. La Tchécoslovaquie et l'Union soviétique s'abstinrent. La république populaire de Chine ne prit pas part au vote.
Une des lacunes de la résolution fut de ne pas avoir mentionné la force para-militaire Koevoet qui fut créée après son adoption. Cette unité, qui était considérée comme un obstacle pour la tenue d'élections libres en Namibie fut finalement démantelée le 31 octobre 1989, quelques jours avant les élections de novembre.
Le 22 décembre 1988, à la suite de la signature de l'accord tripartite au siège des Nations unies à New York, l'Afrique du Sud accepta de mettre en œuvre cette résolution.